# Monotherium
Genre
Espèce
Monotherium est un genre éteint de mammifères marins de la famille des Phocidae. Il est connu en Belgique, où il a vécu au cours du Miocène moyen et supérieur.  

## Liste d'espèces
- † Monotherium delognii van Beneden, 1876, l'espèce type (du genre)